# Metz Handball
El Metz Handball es un equipo de balonmano femenino de la ciudad de Metz, en Francia. Fue fundado en 1967 y es uno de los principales dominadores del balonmano femenino francés.

## Palmarés
- Campeonato francés
  - Campeón: 1989, 1990, 1993, 1994, 1995, 1996, 1997, 1999, 2000, 2002, 2004, 2005, 2006, 2007, 2008, 2009, 2011, 2013, 2014, 2016, 2017, 2018 y 2019

- Copa de Francia
  - Campeón: 1990, 1994, 1998, 1999, 2010, 2013,[1] 2015, 2017 y 2019

- Copa de la Liga
  - Campeón: 2005, 2006, 2007, 2008, 2009, 2010, 2011 y 2014

- Copa EHF
  - Finalista: 2013

## Plantilla 2019-20
|  | Porteras - 1 Laura Glauser - 12 Ivana Kapitanović - 16 Laura Portes Extremos izquierdos - 11 Manon Houette - 27 Marion Maubon Extremos derechos - 8 Laura Flippes - 30 Jurswailly Luciano Pivotes - 9 Astride N'Gouan - 77 Olga Peredery | Laterales izquierdos - 17 Orlane Kanor - 22 Xenia Smits Centrales - 7 Grâce Zaadi - 10 Méline Nocandy - 18 Ilona Di Rocco - 21 Meissa Maurice Laterales derechos - 19 Louise Burgaard - 25 Marie-Hélène Sajka |